# Death on the Road
A Death on the Road a brit Iron Maiden 2005-ben megjelent koncertlemeze, melyet az EMI adott ki. Az anyag CD, bakelitlemez, és DVD formátumban is megjelent. A felvétel a Dance of Death album turnéján került rögzítésre, a németországi Dortmundban, 2003. november 24-én. A megjelenés hetében az alábbi országokban került a listák élbolyába a Death on the Road: Finnország (No.6), Svédország (No.7), Norvégia (No. 12), Franciaország (No. 14), Olaszország (no. 17), Svájc (No. 17), Spanyolország (No. 18), Egyesült Királyság (No. 22), Írország (No. 27), Hollandia (No. 39), és India (no.29).
A DVD változat 2006. február 6-án jelent meg, tripla formátumban. Az első korongra a koncert 5.1-es változata, míg a második korongra a stereo változat került fel. A harmadik lemezre különlegességek kerültek, többek között a Dance of Death albumhoz készített videók, valamint dokumentumfilmek a stúdiózásról vagy a turnézás mindennapjairól (Life On The Road, The Fans).
A kiadvány érdekessége, hogy a Melvyn Grant által festett borító kísértetiesen hasonlít King Diamond Abigail albumának a frontjára.

## Számlista

### CD verzió
A dalokat Steve Harris írta, kivéve ahol jelölve van.

#### CD 1
1. Wildest Dreams (Adrian Smith, Harris) – 4:51
2. Wrathchild – 2:49
3. Can I Play with Madness (Bruce Dickinson, Smith, Harris) – 3:30
4. The Trooper – 4:12
5. Dance of Death (Janick Gers, Harris) – 9:23
6. Rainmaker (Dickinson, Dave Murray, Harris)– 4:01
7. Brave New World (Dickinson, Murray, Harris) – 6:09
8. Paschendale (Smith, Harris) – 10:17
9. Lord of the Flies (Gers, Harris) – 5:06

#### CD 2
1. No More Lies – 7:49
2. Hallowed Be Thy Name – 7:31
3. Fear of the Dark – 7:28
4. Iron Maiden – 4:50
5. Journeyman (Dickinson, Smith, Harris) – 7:02
6. The Number of the Beast – 4:57
7. Run to the Hills – 4:26

### LP verzió

#### Első lemez
A-oldal
1. Wildest Dreams – 4:51
2. Wrathchild – 2:49
3. Can I Play with Madness – 3:30
4. The Trooper – 4:12
5. Dance of Death – 9:23

B-oldal
1. Rainmaker – 4:01
2. Brave New World – 6:09
3. Paschendale – 10:17
4. Lord of the Flies – 5:06

#### Második lemez
A-oldal
1. No More Lies – 7:49
2. Hallowed Be Thy Name – 7:31
3. Fear of the Dark – 7:28

B-oldal
1. Iron Maiden – 4:50
2. Journeyman – 7:02
3. The Number of the Beast – 4:57
4. Run to the Hills – 4:26

## Közreműködők
- Bruce Dickinson – ének
- Dave Murray – gitár
- Janick Gers – gitár
- Adrian Smith – gitár, vokál
- Steve Harris – basszusgitár, vokál
- Nicko McBrain – dob
- Michael Kenney – billentyűs hangszerek